# Заубах
Заубах (нем. Saubach) — община в Германии, в земле Саксония-Анхальт.
Входит в состав района Бургенланд. Подчиняется управлению Ан дер Финне. Население составляет 700 человек (на 31 декабря 2006 года). Занимает площадь 13,00 км².